# Буланже, Павел Александрович
Па́вел Алекса́ндрович Буланже́ (2 [14] июня 1865, Артёмовка, область Войска Донского — 25 февраля 1925, Лесные Поляны, Пушкинский городской округ) — русский писатель

, переводчик и публицист, мемуарист. Последователь Льва Толстого. Псевдонимы — Бекер Б-р, П. Хлебников, Поль-Буль и др.

## Биография
Родился в слободе Артёмовка Миусского округа. Умер в совхозе «Лесные Поляны» близ ст. Болшево Московской области. Окончил физико-математический факультет Харьковского университета (1887), кандидат математических наук (1888). С 1887 работал в правительственном железнодорожном ведомстве.
В 1888 встретился с Л. Н. Толстым, эта встреча положила начало их двадцатилетнему сотрудничеству и дружбе. С 1893 — сотрудник в издательстве «Посредник». За распространение запрещённых произведений Л. Н. Толстого и связь с сектантами в 1897 году выслан из России. Жил в Англии, издавал произведения Л. Н. Толстого.
В конце 1899 вернулся в Россию. В период с 1900 по 1904 находился под негласным надзором полиции. В 1902 году сопровождал Льва Толстого во время его поездки в Гаспру. В 1907 тайно уехал в город Грозный, работал на нефтепромыслах.
Был владельцем и учредителем «Типография торгового дома А. Печковский, П. Буланже и Ко».
В период 1909—1916 жил недалеко от Ясной Поляны. Постоянный посетитель и сотрудник Льва Толстого. В 1910 присутствовал при кончине Л. Н. Толстого в Астапове.
До 1916 года занимался разбором литературного наследия Льва Толстого. После Октябрьской революции работал в Наркомземе РСФСР.
Председатель Чрезвычайной комиссии по учёту и охране племенного животноводства. В 1923—25 работал в первом совхозе «Лесные поляны» .

## Сочинения
- Жизнь и учение Конфуция. М., 1903.
- Болезнь Л. Н. Толстого в 1901—1902 гг. //Минувшие годы. 1908. № 9
- На промыслах: Из дневника рабочего // Познание России. 1909. № 1—3
- Жизнь и учение Сиддарты Готамы, прозванного Буддой, то есть Совершеннейшим. Журнале «Жизнь для всех». 1910, № 3.
- Ми-Ти — китайский философ. Учение о всеобщей любви. М., 1910 (перевод и подбор материала)
- Как писалась драма «Живой труп» // Русское Слово. 1911. 9 окт.
- Толстой и Чертков. М., 1911
- Жизнь и учение Сиддарты Готамы, прозванного Буддой, то есть Совершеннейшим. М., 1911 (перевод и составление)
- К смерти Л. Н. Толстого. «Русские ведомости». 1911. 6 ноября
- Как работал и учил работать Л. Н. Толстой. Журнал «Жизнь для всех». 1911. № 8
- «Толстой и Чертков», М., Тип. И. Д. Сытина, 1911
- Как Л. Н. Толстой писал Хаджи Мурата. «Русская мысль». 1913, июнь.
- На землю! Москва, 1916
- П. Хлебников (Павел Александрович Буланже). Краснокожие. Из жизни Северо-Американских индейцев. М., «Госиздат» 1929
- Первые встречи с Л. Н. Толстым //Яснополянский сборник, 1982. Тула, 1984.

## Переводы
- Вильям Чаннинг, апостол безконечного совершенствования человека. Часть 1: Биографический очерк. Пер.с франц. Часть 2: О самовоспитании. Речь Чаннинга Пер./англ. П. А. Буланже. Серия: Замечательные мыслители древнего и нового мира. М.: Типо-литография `Русского Т-ва печатного и издательского дела`, 1903 г. 178 стр.
- Фильдинг. Душа одного народа. Рассказ английского офицера о жизни его в Бирме. Пер. с англ. П. А. Буланже. М. Посредник 1905 г. VIII, 308 стр.
- Уйд. Садик маленького Гарри. Рассказ Уйда. С 6-ю рисунками. Перевод с английского П. А. Буланже. Издание 2-е. М. Тип. торгового дома А. П. Печковский. 1906 г. 39 стр.
- Фокс Фр. Министр на час. Библиотека И. Горбунова-Посадова Перевод с английского П. Буланже. М. Кушнерев и Ко. 1910 г. 24 с.
- Сетон-Томпсон Э. Лис Домино из окрестностей Гольдура. (История серебристого лиса). С рисунками автора. Библиотека И. Горбунова-Посадова для детей и для юношества.№ 146. М. Типо-литогр. Т-ва И. Н. Кушнерева и Ко. 1910 г. 82 стр.